# إسماعيل حجازي
إسماعيل سليم حجازي، (أبو مازن؛ 1915 – سبتمبر 1990) كان سياسيًا وبرلمانيًا ووزيرًا أردنيًا من أصلٍ فلسطيني.

## سيرته
وُلد إسماعيل حجازي في مدينة الخليل بفلسطين عام 1915. أنهى دراسته الثانوية في مدينة الخليل، ثم التحق بمعهد خضوري في مدينة طولكرم وتخرج من المعهد حاصلًا على شهادة الدبلوم في الزراعة.
عمل مُدرسًا في بئر السبع، ثم أصبح مديرًا لمدرسة ثانوية، وبعد الإدارة الأردنية للضفة الغربية وتوحيد الضفتين عمل مديرًا لأوقاف الخليل، ثم تفرغ بعد ذلك للعمل السياسي حيث كان نائبًا في مجلس النواب الأردني.

## مناصبه
- عضو مجلس النواب الأردني الرابع، مُنذ 17 أكتوبر 1954 وحتى 26 يونيو 1956.[3]
- عضو مجلس النواب الأردني الخامس، مُنذ 21 يناير 1958 وحتى 21 أكتوبر 1961.[3]
- عضو مجلس الاتحاد العربي، عام 1958.[3]
- عضو مجلس النواب الأردني السادس، مُنذ 22 أكتوبر 1961 وحتى 17 أكتوبر 1962.[3]
- عضو مجلس النواب الأردني السابع، مُنذ 27 نوفمبر 1962 وحتى 21 أبريل 1963.[3]
- عضو مجلس النواب الأردني الثامن، مُنذ 8 يوليو 1963 وحتى 23 نوفمبر 1966.[3]
- عضو المجلس الوطني الفلسطيني الأول، عام 1964.[7]
- وزير الزراعة في حكومة وصفي التل الثالثة، مُنذ 31 يوليو 1965 وحتى 22 ديسمبر 1966.[4]
- وزير الزراعة في حكومة وصفي التل الرابعة، مُنذ 22 ديسمبر 1966 وحتى 4 مارس 1967.[4]
- عضو مجلس النواب الأردني التاسع، مُنذ 18 أبريل 1967 وحتى 23 نوفمبر 1973.[3]
- وزير الإنشاء والتعمير في حكومة سعد جمعة الأولى، مُنذ 23 أبريل 1967 وحتى 1 أغسطس 1967.[4]
- عضو مجلس النواب الأردني العاشر، مُنذ 16 يناير 1984 وحتى 30 يوليو 1988، وكانت الفترة (1974–1984) قد شهدت تجميدًا للحياة البرلمانية.[3]

## أوسمة
يحمل وسام الكوكب الأردني من الدرجة الأولى.

## وفاته
تُوفي إسماعيل حجازي في العاصمة الأردنية عمّان في سبتمبر 1990.